# Minoritenkloster Reisbach

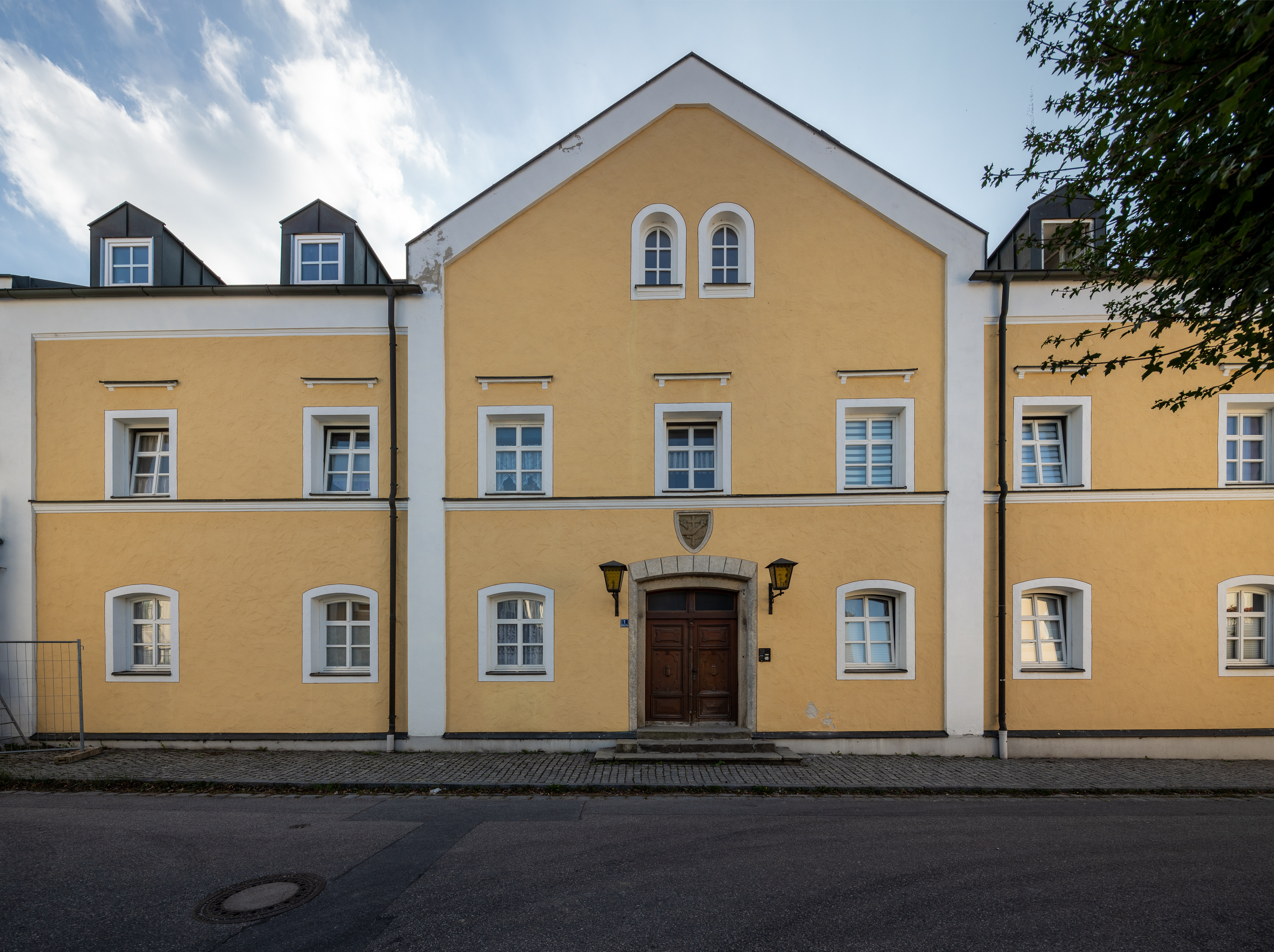
Ehemaliges Minoritenkloster in Reisbach

Das Minoritenkloster Reisbach war ein Kloster der Franziskaner-Minoriten im nördlichen Ortskern des Marktes Reisbach. Das Gebäude ist denkmalgeschützt (Nummer D-2-79-134-1) und wurde vom Bayerischen Landesamt für Denkmalpflege auf Mitte des 19. Jahrhunderts datiert. Dagegen belegen Urkunden im Pfarrarchiv St. Michael Reisbach, dass das Kloster im Jahr 1900 errichtet wurde durch die hochherzige Stiftung eines gebürtigen Reisbachers, Ferdinand Jäger..., wobei die Marktgemeinde lediglich das Grundstück zur Verfügung gestellt hat.
Das ehemalige Kloster liegt am Nordausgang des langgezogenen Marktplatzes von Reisbach, unmittelbar nördlich der ebenfalls denkmalgeschützten und wesentlich älteren Salvatorkirche, und hat die Anschrift Dingolfinger Straße 1. Die nördlich und westlich des Gebäudes verlaufende Jägerstraße ist benannt zu Ehren des Klosterstifters. Am 21. November 1901 wurde das Kloster bezogen. Die Minoriten widmeten sich bis zur Klosterauflösung vor allem der Seelsorge an der Wallfahrtskirche St. Salvator.
Von 1901 bis 1977 leiteten 16 Patres als Guardian das Kloster, davon Laurentius Granitzer mit zwei Amtszeiten:
| Nr. | Guardian              | von – bis   |
| --- | --------------------- | ----------- |
| 1   | Caesarius Dinies      | 1901        |
| 2   | Bonaventura Jung      | 1901 – 1903 |
| 3   | Lukas Kilian          | 1903 – 1906 |
| 4   | Benno Glaser          | 1906 – 1908 |
| 5   | Salvatore Hergnröther | 1908 – 1911 |
| 6   | Fortunatus Glasl      | 1911 – 1920 |
| 7   | Martinus Scheuring    | 1920 – 1923 |
| 8   | Alfonsus Hötschl      | 1923 – 1924 |
| 9   | Laurentius Granitzer  | 1925 – 1929 |
| 10  | Hyazinthus Grimm      | 1929 – 1932 |
| 11  | Georgius Hermann      | 1932 – 1938 |
| 12  | Ludwig Wedel          | 1938 – 1944 |
| 13  | Laurentius Granitzer  | 1944 – 1947 |
| 14  | Macarius M. Väth      | 1947 – 1950 |
| 15  | Dionysius Miedl       | 1950 – 1956 |
| 16  | Alfons M. Hörner      | 1956 – 1962 |
| 17  | Arnold Reichert       | 1962 – 1977 |

Am 18. Juli 1977 fasste das Provinzkapitel in Würzburg den Beschluss, das Kloster aufzulösen. Am 4. August 1977 wurde dies dem Generalvikar in Regensburg, der Pfarrei und der Marktgemeinde Reisbach mitgeteilt. Heute ist das frühere Kloster in Privatbesitz und dient als Mehrfamilienhaus.
Das Gebäude ist ein zweigeschossiger Traufseitbau mit Vorschussgiebeln und mittlerem Zwerchgiebel sowie mit Putzgliederung in neuromanischen Formen. In den frühen Morgenstunden des 23. Oktober 2021 wurde es bei einer Brandkatastrophe mit vier Todesopfern erheblich beschädigt und ist derzeit unbewohnbar.